# Migné-Auxances
Migné-Auxances é uma comuna francesa na região administrativa da Nova Aquitânia, no departamento de Vienne. Estende-se por uma área de 28,96 km². Em 2010 a comuna tinha 6 243 habitantes (densidade: 215,6 hab./km²).